# El barbero de Sevilla (pel·lícula de 1938)
El barbero de Sevilla —titulada en alemany Der Barbier von Sevilla— és una pel·lícula hispano-germana de 1938 dirigida per Benito Perojo. Està basada en l'obra teatral Le Barbier de Séville, de Pierre-Augustin de Beaumarchais.a cançonetista Estrellita Castro va interpretar un lluït paper secundari que va contribuir a llançar la seva carrera a la fama. Com ella, la resta dels intèrprets eren espanyols, però l'equip tècnic era predominantment alemany.

## La col·laboració hispà-germana
La Guerra Civil va truncar la prometedora evolució de la indústria cinematogràfica espanyola. La situació va ser particularment greu en la zona franquista, ja que les principals infraestructures estaven situades en Madrid, Barcelona i València, ciutats situades en la zona enemiga. Per a poder filmar pel·lícules, tant de propaganda bèl·lica com d'entreteniment, va caldre recórrer a estudis estrangers. El Tercer Reich es va oferir a col·laborar amb el doble propòsit d'augmentar la seva influència política a Espanya i penetrar comercialment en el mercat cinematogràfic de parla espanyola.
A la fi de 1936 es va crear a Berlín Hispano Film Produktion (HFP), una productora cinematogràfica encarregada de realitzar pel·lícules espanyoles comptant amb els recursos tècnics alemanys. Les seves primeres produccions van ser films de propaganda franquista, però després va començar a rodar pel·lícules comercials d'entreteniment. La primera va ser Carmen, la de Triana, dirigida per Florián Rey i protagonitzada per Imperio Argentina. A continuació va comptar amb un altre director espanyol de prestigi: Benito Perojo.

## Producció
Malgrat haver estat fundada per persones vinculades al Partit Nacionalsocialista Obrer Alemany (NSDAP) i a Falange Española de las JONS (FE de les JONS), la idea de HFP no era realitzar pel·lícules de propaganda política sinó utilitzar directors i intèrprets espanyols de prestigi per a rodar films comercials sense contingut polític explícit. Després de Florián Rey, Benito Perojo era el director espanyol de més prestigi, sobretot després de l'èxit de la seva La verbena de la Paloma. Perojo ja havia tingut anys enrere la idea d'adaptar al cinema Le Barbier de Séville de Beaumarchais, i va pensar que aquest seria un bon argument per a una pel·lícula d'ambient espanyol i basada en una obra literària de prestigi.
Per a protagonitzar el film, Perojo va recórrer a alguns dels actors que havia utilitzat a La verbena de la Paloma, com Miguel Ligero, Raquel Rodrigo i Roberto Rey. A més de basar-se en l'obra teatral, la pel·lícula reforçaria el seu substrat cultural amb la música de la coneguda òpera de Rossini, algunes de les peces de les quals cantaria Raquel Rodrigo. Però per a reforçar el seu caràcter espanyol, Perojo va introduir un nou personatge que interpretaria la cançonetista Estrellita Castro, que interpretaria cançons compostes expressament per a la pel·lícula per Juan Mostazo.

## Argument

### El substrat teatral
Pierre-Augustin de Beaumarchais va escriure Le Barbier de Séville en 1772, però no va aconseguir que fos representada fins a 1775 a causa de dificultats amb la censura. L'obra no va triomfar amb motiu de la seva estrena en la Comédie-Française, per la qual cosa Beaumarchais la va reformar, suprimint aquelles escenes o diàlegs que havia comprovat que el públic considerava avorrits. En aquesta versió reduïda a quatre actes l'obra va conèixer un èxit internacional. El barber de Sevilla es caracteritza per concedir idèntic protagonisme al murri barber Fígaro que al comte de Almaviva, i major que als altres personatges pertanyents a l'aristocràcia, la qual cosa suposava una novetat. També per realitzar una clara crítica a certs vicis del clergat de l'època. Tot això amb una fresca comicitat recolzada en uns vivaços diàlegs.
La història és avui dia més coneguda per l'adaptació a la òpera Il barbiere di Siviglia, estrenada en 1816. Aquest compta amb música de Gioachino Rossini, alguna de les composicions de la qual formen part del bagatge cultural universal.

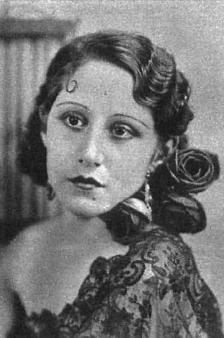
El teòric protagonisme de Raquel Rodrigo es va veure enfosquit per la presència d'Estrellita Castro.

### El guió
El propi Perojo va escriure el guió adaptat, i Antonio Quintero consta acreditat com a autor dels diàlegs. El guió desenvolupa la narració per fer-la menys teatral. Així, l'acció comença a Madrid mostrant el caràcter faldiller del comte d'Almaviva i relatant el començament de la seva relació amb Rosina. Aquest pròleg va ser rodat amb un estil poc freqüent al cinema espanyol de l'època, mostrant luxosos palaus, elegants balls i un vibrant enfrontament a espasa. També potencia el paper de Fígaro i, sobretot, introdueix un nou personatge per al lluïment d'Estrellita Castro.

### Sinopsi
El faldiller comte d'Almaviva coneix a Madrid a Rosina i ambdós se senten atrets. El tutor de Rosina, Bartolo, que aspira a casar-se amb ella per continuar manejant la seva fortuna, la porta a Sevilla per tal d'allunyar als enamorats. El comte els segueix fins allí, i a ell li segueix Susana, antiga amant seva el marit de la qual ha iniciat els tràmits d'anul·lació del matrimoni. Almaviva recapta l'ajuda de Fígaro, un enginyós barber sevillà, qui és auxiliat al seu torn per una bella gitana. Per part seva, Bartolo suborna don Basilio, un clergue corrupte, per a agilitar el seu matrimoni amb Rosina. Després de diversos incidents, Almaviva i Rosina contreuen matrimoni i Fígaro convenç a Bartolo de no impugnar-ho. El tutor acabarà casant-se amb Susana i Fígaro es casarà amb la gitana.

## Interpretació

### Intèrprets i personatges
Miguel Ligero, actor còmic de gran èxit durant els anys 1930, encarna a Bartolo, el tutor de la jove Rosina. El personatge representa a l'autoritat tradicional corrupta. En l'obra teatral acaba derrotat per les noces entre Almaviva i Rosina, però en la pel·lícula se li ofereix una espècie de premi de consolació en contreure matrimoni amb Susana, antiga amant del comte.
La cantant i actriu Raquel Rodrigo, que ja havia participat a La verbena de la Paloma, representa a Rosina i interpreta dues àries de l'òpera de Rossini.
Roberto Rey interpreta a Fígaro. El barber dissenyat per Beaumarchais va ser en el seu moment un personatge molt modern que transcendia el tradicional paper de "graciós". Perojo va augmentar el seu protagonisme introduint escenes com la de la barberia i afegint-li una relació amorosa.
Perojo va introduir un personatge inexistent en l'obra de Beaumarchais perquè Estrellita Castro pogués interpretar algunes cançons compostes per Juan Mostazo. Es tracta d'una florista gitana que permet no sols accentuar el caràcter espanyol de la pel·lícula, sinó també introduir una subtrama amorosa amb Fígaro. Encara que el personatge és irrellevant per al desenvolupament argumental, va permetre el lluïment de la cantant, que es va convertir en l'autèntica estrella del film. El seu promès enllaç amb el barber permet a Perojo utilitzar un recurs molt del seu grat: el de les noces múltiples (Almaviva-Rosina, Bartolo-Susana i Fígaro-florista).

### Repartiment

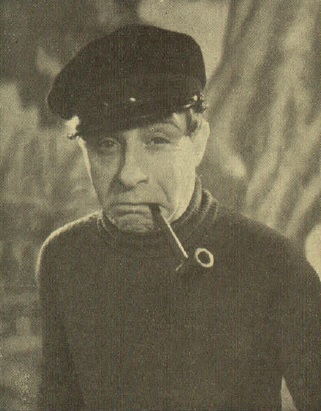
Miguel Ligero encapçala el repartiment.

| Intèrpret              | Paper            |
| ---------------------- | ---------------- |
| Miguel Ligero          | Bartolo          |
| Raquel Rodrigo         | Rosina           |
| Roberto Rey            | Fígaro           |
| Estrellita Castro      | Gitana           |
| Fernando Granada       | Comte d'Almaviva |
| Tina Gascó             | Susana           |
| Alberto Romea          | Basilio          |
| Pedro Fernández Cuenca | Coronel          |
| Noé Peña               | Sargento         |
| Pedro Barreto          | Tabernero        |
| José Escandel          | Polizonte        |
| Joaquín Reig           | Notario          |

## Recepción i valoracions
La pel·lícula va tenir problemes per a ser estrenada. Hispano Film Produktion havia venut els drets de distribució a Espanya tant d' El barbero de Sevilla com de Carmen, la de Triana a l'empresa Ufilms. No obstant això, prèviament havia cedit la distribució de la segona a l'empresa CINA, que no va complir els compromisos de pagament però va cedir els drets a un tercer. Aquest va interposar una demanda judicial i el jutge va ordenar l'embargament dels ingressos que fes la pel·lícula de Benito Perojo, primera a ser estrenada. Finalment es va aconseguir un acord amb el demandant que va posar fi al litigi.
La crítica del moment va apreciar el film de manera dispar. José María Arraiz a Radiocinema i Miguel Ródenas en ABC la van valorar molt positivament. No obstant això, Luis Gómez Mesa va emetre un dur judici a Arriba, en considerar que l'argument estava basat en l'obra d'un autor estranger que oferia una incorrecta visió dels costums espanyols, i considerava que la pel·lícula tenia massa en comú amb el cinema de l'època republicana.
L'apreciació de Gómez Mesa sembla correcta. En efecte, El barbero de Sevilla es troba temàticament més pròxim al cinema de la prèvia època republicana que al qual es faria posteriorment durant la dictadura franquista. La cinta tràfic el adulteri amb un to burlesc, presenta a un clergue venal i golut, inclou a un tutor cobejós i corrupte i mostra com els assistents a un banquet riuen d'un oficial de l'exèrcit espanyol que pronuncia un discurs. Aquests continguts serien impossibles al cinema espanyol immediatament posterior a causa de l'estricta censura. Malgrat les instruccions aprovades per la Junta de Censura al maig de 1937, van ser admesos bé per no desdenyar a l'aliat alemany, bé perquè l'Església encara no s'havia imposat a Falange en la lluita pel control del cinema.